# Liste der Members des Order of Canada/O
Diese Liste gibt einen Überblick aller Personen, denen die Auszeichnung Member of the Order of Canada verliehen wurde.

## O
1. Allison D. O’Brien
2. Daniel O’Brien
3. David P. O’Brien
4. Morag O’Brien
5. Philip O’Brien
6. Sheila O’Brien
7. Patricia O’Connor
8. John Herbert O’Dette
9. John C. O’Donnell
10. Ron O’Donovan
11. Valentine O’Donovan
12. Mary Catherine O’Flaherty
13. Patrick O’Flaherty
14. Marianna O’Gallagher
15. Thomas Bernard O’Grady
16. Gertrude O’Keefe
17. Harold (Hal) O’Leary
18. Jean O’Neil
19. William Andrew O’Neil
20. Florence M. O’Neill
21. John Stafford O’Neill
22. Paul O’Neill
23. Willie E. O’Ree
24. Sean Patrick Paul O’Sullivan
25. Alfred Umberto Oakie
26. Roger S. Obata
27. Cornelia Hahn Oberlander
28. Claire Oddera
29. Emmie Oddie
30. Edmond G. Odette
31. Louis Lawrence Odette
32. Daphne Odjig
33. David Robert Dan Offord
34. Kelvin K. Ogilvie
35. Will Ogilvie
36. Abe Okpik
37. Bruce S. Oland
38. Jacqueline Oland
39. William P. Oliver
40. Ratna Omidvar (2011)
41. Elisapie Killiktee Ootova
42. Eloise E. Opheim
43. James Orbinski
44. Margaret Anchoretta Ormsby
45. Marion A. Powell Orr
46. Earl Herbert Orser
47. Marina Orsini
48. Brian N. Orvis
49. Robert F. Osborne
50. Dennis G. Osmond
51. Walter Ostanek
52. Emily Ostapchuk
53. Roman J. Ostashewsky
54. Al Oster
55. Heather E. Ostertag
56. Walter Ostrom
57. Léonard Otis
58. Anne Ottenbrite
59. Adrien Ouellette
60. J.-Robert Ouimet
61. Pierre Ouvrard
62. Charles D. Ovans
63. Philip Walter Owen
64. Harry Oxorn